# Leptine
Pour l'orateur, voir Leptine (orateur).
 (février 2020).
Sa qualité peut être largement améliorée en utilisant un vocabulaire plus directement compréhensible.

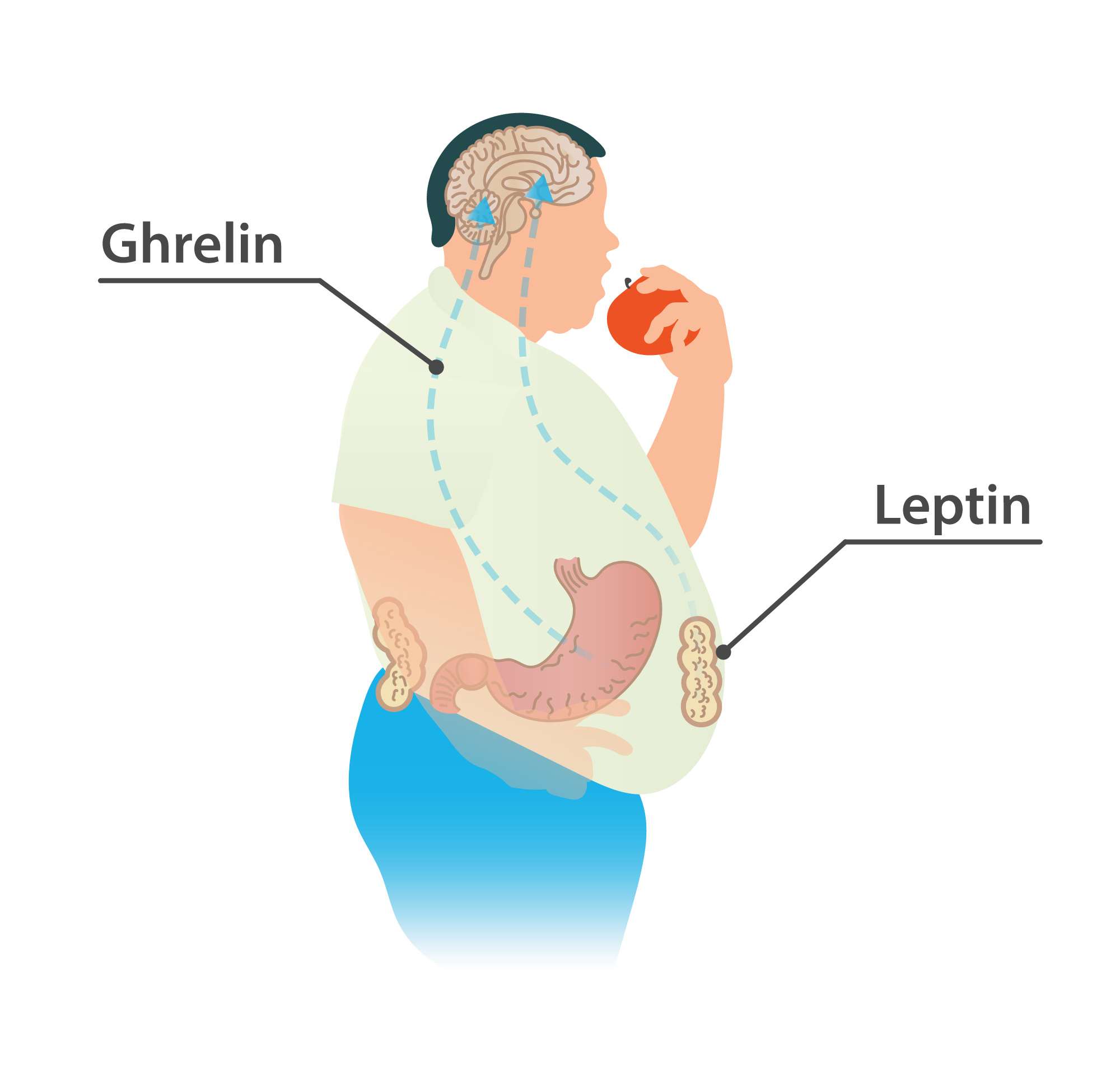
De multiples facteurs peuvent entraîner un déséquilibre hormonal et favoriser l'obésité. Ce déséquilibre met en jeu de nombreux signaux centraux et périphériques impliqués dans la régulation de la prise alimentaire, tels que la ghréline orexigène (régulation à court terme) et la leptine anorexigène (régulation à long terme).

La leptine (du grec leptos, mince) parfois dite « hormone de la satiété » est une hormone digestive peptidique qui régule les réserves de graisses dans l'organisme et l'appétit en contrôlant la sensation de satiété. C'est une hormone anorexigène contrairement aux hormones orexigènes (ghréline, cortisol).
Cette hormone est sécrétée par le tissu adipeux blanc qui, en plus de sa fonction de stockage et de mobilisation des acides gras, possède également une activité endocrine très importante. La leptine est également sécrétée par le tissu adipeux brun (bien que son impact soit minime en raison de la faible proportion de tissu adipeux brun) ainsi que par d'autres tissus ou organes tels que l'estomac, le muscle squelettique, la moelle osseuse …

## Historique
L'hypothèse d'une substance pouvant normaliser le poids d'une souche de souris obèse a été suspectée dès 1973. Le gène responsable de sa fabrication a été isolé en 1994, permettant sa synthèse un an plus tard.

## Structure
Il s'agit d'une protéine d'environ 16 kDa (kilodaltons), codée par le gène « OB » situé sur le chromosome 7 humain.
Six récepteurs différents ont été identifiés, appelés Ob Ra-f, le plus étudié chez l'homme étant le type b.

## Fonctions
Quand des aliments pénètrent dans l'estomac, en une quinzaine de minutes la paroi gastrique produit un « flash » (une sécrétion rapide) de leptine qui induit un effet de satiété à trois niveaux :
1. Elle agit en synergie avec la cholécystokinine sécrétée presque simultanément par le duodénum, autre hormone de satiété dont l'action est plus longue ;
2. Elle favorise l'absorption intestinale des protéines (en mobilisant un transporteur spécifique des entérocytes) au détriment des lipides, intervenant ainsi dans le contrôle de la prise énergétique ;
3. Elle rejoint le noyau arqué de l’hypothalamus, se fixe sur ses récepteurs (l'alpha-msh (en) et le neuropeptide Y) et stimule la sécrétion de peptides anorexigènes qui, par l'effet de satiété, diminuent la prise alimentaire[11].

La leptine est produite et sécrétée dans la circulation sanguine par les cellules adipeuses (adipocytes) en permanence et en grande quantité, selon le volume du tissu graisseux, permettant d'atteindre un équilibre (le « juste poids », appelé "set point" par les chercheurs).
Sa présence en quantité importante augmente la dépense énergétique en augmentant la production de chaleur par l'organisme (thermogenèse). La cible principale de la leptine est le noyau arqué de l'hypothalamus (certaines sources récentes tendent à démontrer que les récepteurs de la leptine se trouveraient plutôt dans le tronc cérébral où elle intervient sur la sérotonine, un neurotransmetteur). Ce dernier exprime deux neuropeptides orexigènes, le neuropeptide Y et l'AgRP dont la sécrétion est inhibée par la leptine, l'insuline et deux neuropeptides anorexigènes, Proopiomélanocortine (POMC) et CART (en) dont l'expression est stimulée par la leptine et l'insuline.
Sur le plan métabolique, une sécrétion importante de cette hormone (induite par une quantité de masse grasse supérieure), induit une lipolyse, inhibe la lipogenèse et augmente la sensibilité à l'insuline. Par ailleurs, elle diminue également la sécrétion en insuline et réduit la néoglucogénèse interprandiale. À l'inverse, le manque de leptine induit une augmentation (via son affinité avec l'alpha msh et le neuropeptide Y) du stockage de masse grasse ainsi qu'une augmentation de l'affinité pour les aliments.
La leptine a également été identifiée comme étant un puissant inhibiteur de la formation osseuse lorsqu'elle est présente en grande quantité, en stimulant la résorption et en déprimant la formation ostéoblastique. À faible dose, elle préviendrait cette perte osseuse.
Il semble qu’il existe une différence sexuée dans la sécrétion en leptine puisqu’à quantité de tissu sous-cutané égale, les adipocytes féminins sécrètent trois fois plus de leptine que les adipocytes masculins.

## Leptine et santé

### Poids
Une mutation du gène (appelé DB) du récepteur de la leptine entraîne une obésité extrême. Par ailleurs, une mutation du gène de la leptine entraîne le plus souvent la formation d'une leptine inefficiente et serait responsable de près de 3 % des obésités sévères juvéniles. Dans de rares cas, cette mutation peut s'accompagner par un effondrement du taux de leptine. Par contre, dans la plupart des cas, le taux de leptine circulant dans l'organisme reste normal et cette mutation, responsable de la génération d'un gène de la leptine défectueux, ne peut être confirmée que par un diagnostic génétique. 
Le taux de leptine peut diminuer en cas de régime alimentaire, de tabagisme. Il est modifié, dans un sens ou un autre, par divers médicaments.
L'utilisation thérapeutique de la leptine pour parvenir à une perte de poids pourrait donner des résultats prometteurs.

### Maladie d'Alzheimer
La leptine influe sur le développement et l'évolution du cerveau. Elle diminuerait les concentrations de bêta-amyloïde, la composante principale des plaques qui se développent dans le cerveau des personnes touchées par la maladie d'Alzheimer. Avoir un taux sanguin de leptine bas prédispose statistiquement quatre fois plus au risque de maladie d'Alzheimer.
La leptine pourrait ainsi être un biomarqueur de maladie d’Alzheimer, voire un futur comédicament. Cependant, un bas taux de leptine n'implique pas systématiquement l'apparition d'une démence. L'efficacité supputée de la gestion du taux de la leptine dans la lutte contre la maladie d'Alzheimer reste donc à démontrer.

### Autres
Un taux de leptine élevé semble corrélé avec un risque plus important d'infarctus du myocarde,, et ce, indépendamment du niveau d'obésité. De même, le risque de survenue d'un diabète pourrait augmenter pour la même raison - du moins chez l'homme.
La leptine stimulerait la prolifération des cellules cancéreuses du sein, in vitro.
Une faible concentration de leptine pourrait également influer sur l'apnée centrale du sommeil.
Les patients atteints de pneumonie COVID-19 présentaient des niveaux plus élevés de leptine et un rapport adiponectine/leptine plus faible.

## Rôle dans les problèmes articulaires et l'obésité

### Obésité et arthrose
Il existe un lien étroit entre l'obésité et l'arthrose. L'obésité est l'un des principaux facteurs de risque pouvant être prévenus dans le développement de l'arthrose. On a tout d'abord pensé que la relation entre arthrose et obésité était exclusivement de nature biomécanique, le surpoids favorisant l'accélération de l'usure articulaire. Cependant, on reconnaît aujourd'hui qu'il existe également une composante métabolique, qui explique pourquoi l'obésité est un facteur de risque pour l'arthrose, non seulement pour les articulations qui supportent du poids (par exemple, les genoux), mais aussi pour celles qui n'en supportent pas (par exemple, les mains) . En effet, il a été démontré que la réduction de la graisse corporelle contribue davantage à une réduction de l'arthrose qu'une simple réduction du poids corporel sans perte de masse graisseuse. Ce constat s'explique par le fait que le tissu adipeux libère les substances pro-inflammatoires favorisant le développement de l'arthrose,,,,.
Ainsi, la production déréglée d'adipokines et de médiateurs inflammatoires, l'hyperlipémie et l'augmentation du stress oxydant systémique sont des conditions fréquemment associées à l'obésité qui peuvent également favoriser la dégénérescence articulaire. De plus, de nombreuses substances régulatrices jouent un rôle dans le développement, l'entretien, le bon fonctionnement des tissus adipeux, du cartilage et des autres tissus des articulations. Les altérations de la production de ces substances peuvent constituer un lien supplémentaire entre l'obésité et l'arthrose.

### Leptine et arthrose
Les adipocytes interagissent avec les autres cellules à travers la production et la sécrétion de différentes molécules de signalisation, notamment les protéines de signalisation appelées adipokines. Certaines adipokines peuvent être considérées comme des hormones, car elles régulent les fonctions des organes à distance, et plusieurs d'entre elles sont spécifiquement impliquées dans la physiopathologie de la maladie des articulations. L'une parmi ces adipokines a attiré l'attention du monde de la recherche ces dernières années. Il s'agit de la leptine. En effet, le taux de leptine croît avec l'indice de masse corporelle (IMC) et plus spécifiquement avec la masse grasse. En plus, les personnes obèses ont des niveaux plus élevés de leptine que les personnes non obèses. Chez les personnes obèses, l'augmentation des niveaux de leptine conduit à des réponses inattendues, c'est-à-dire qu'il n'y pas de réduction de l'ingestion d'aliments ni du poids corporel, car il existe une résistance à la leptine. Outre la fonction de régulation de l'homéostasie de l'énergie, la leptine joue un rôle dans d'autres fonctions physiologiques telles que la communication neuro-endocrinienne, la reproduction, l'angiogenèse et la formation d'os. Plus récemment, la leptine a été reconnue comme un facteur de cytokines avec des actions pléiotropiques également dans la réponse immunitaire et l'inflammation,,,. Par exemple, la leptine peut se trouver dans le liquide synovial en corrélation avec l'indice de masse corporelle, et les récepteurs de leptine s'expriment dans le cartilage, où la leptine module et intervient dans de nombreuses réponses inflammatoires et destructrices du cartilage et d'autres tissus des articulations. La leptine est donc un candidat possible pour établir un lien entre l'obésité et l'arthrose, et sert d'objectif putatif pour le traitement nutritionnel de l'arthrose.
Tout comme dans le plasma, les niveaux de leptine dans le liquide synovial possèdent une corrélation positive avec l'IMC,,,. La leptine du liquide synovial est synthétisée au moins partiellement dans l'articulation, et peut avoir son origine en partie dans la circulation. Il a été démontré que la leptine est produite par les chondrocytes, ainsi que par d'autres tissus dans l'articulation, notamment la synovie, les ostéophytes, le ménisque et l'os,,,,,. Un bloc de graisse infrapatellaire situé hors de la synovie à l'intérieur de l'articulation du genou est adjacent à la membrane synoviale et au cartilage, et a été récemment très apprécié comme source importante de la leptine, ainsi que d'autres adipokines et médiateurs qui contribuent à la pathogenèse de l'arthrose,,,.
Le risque de souffrir d'arthrose peut se voir réduit par une perte de poids. Cette réduction du risque est partiellement liée à la diminution de la charge articulaire, mais aussi à la diminution de la masse grasse, de l'adiposité centrale et de l'inflammation de bas grade associée à l'obésité et aux facteurs systémiques. 
Ces éléments probants de plus en plus nombreux désignent la leptine comme facteur de dégradation du cartilage dans la pathogenèse de l'arthrose, et comme biomarqueur potentiel de la progression de la maladie, ce qui suggère que la leptine, ainsi que les mécanismes de régulation et de signalisation, peuvent être de nouveaux objectifs prometteurs dans le traitement de l'arthrose, particulièrement chez les patients obèses.
Les personnes obèses sont prédisposées à souffrir d'arthrose, non seulement à cause de la surcharge mécanique, mais aussi à cause de la surexpression de facteurs solubles, tels que la leptine et les cytokines pro-inflammatoires, qui contribuent à l'inflammation des articulations et à la destruction du cartilage. Les personnes obèses sont donc dans une situation modifiée, due à une insuffisance métabolique, qui requiert un traitement nutritionnel spécifique apte à normaliser la production de leptine et à réduire l'inflammation systémique de bas grade, afin de diminuer l'effet nocif de ces médiateurs systémiques sur la santé des articulations.
Il existe des suppléments nutritionnels et des agents pharmacologiques capables de diriger ces facteurs et d'améliorer les deux problèmes.

## En tant que médicament
Un analogue synthétique de la leptine existe sous le nom de métréleptine. Cette dernière a été testée dans certaines formes d'obésité avec déficit important en leptine chez l'enfant ou chez l'adulte.

## Impact du sommeil sur la leptine
Le professeur Cappucio, de l'université de Warwick, ainsi que d’autres études ont montré que la privation de sommeil pouvait conduire à l’obésité. En effet, un manque de sommeil entraîne une production accrue de l'hormone ghréline, qui stimule l'appétit, et causerait également une diminution de la production de leptine,,. Le sommeil exercerait ainsi une influence sur la sécrétion de ces deux hormones antagonistes.